# Cancraedes
Cancraedes is een muggengeslacht uit de familie van de steekmuggen (Culicidae).

## Soorten
- C. cancricomes (Edwards, 1922)
- C. curtipes (Edwards, 1915)
- C. indonesiae (Mattingly, 1958)
- C. kohkutensis (Mattingly, 1958)
- C. mamoedjoensis (Mattingly, 1958)
- C. masculinus (Mattingly, 1958)
- C. palawanicus (Mattingly, 1958)
- C. penghuensis (Lien, 1968)
- C. simplex (Theobald, 1903)
- C. thurmanae (Mattingly, 1958)